# Eupithecia turpis
Eupithecia turpis là một loài bướm đêm trong họ Geometridae.